# Овчарня (Опольський повіт)
Овчарня (пол. Owczarnia) — село в Польщі, у гміні Юзефув-над-Віслою Опольського повіту Люблінського воєводства.
Населення — 147 осіб (2011).

## Демографія
Демографічна структура станом на 31 березня 2011 року:
|          | Загалом | Допрацездатний вік | Працездатний вік | Постпрацездатний вік |
| -------- | ------- | ------------------ | ---------------- | -------------------- |
| Чоловіки | 79      | 13                 | 58               | 8                    |
| Жінки    | 68      | 12                 | 38               | 18                   |
| Разом    | 147     | 25                 | 96               | 26                   |